# 交響曲第3番 (チャイコフスキー)
交響曲第3番 ニ長調（ロシア語：Симфония No.3）作品29は、ピョートル・チャイコフスキーが1875年に作曲した作品。『ポーランド』の愛称で知られている。

## 概要

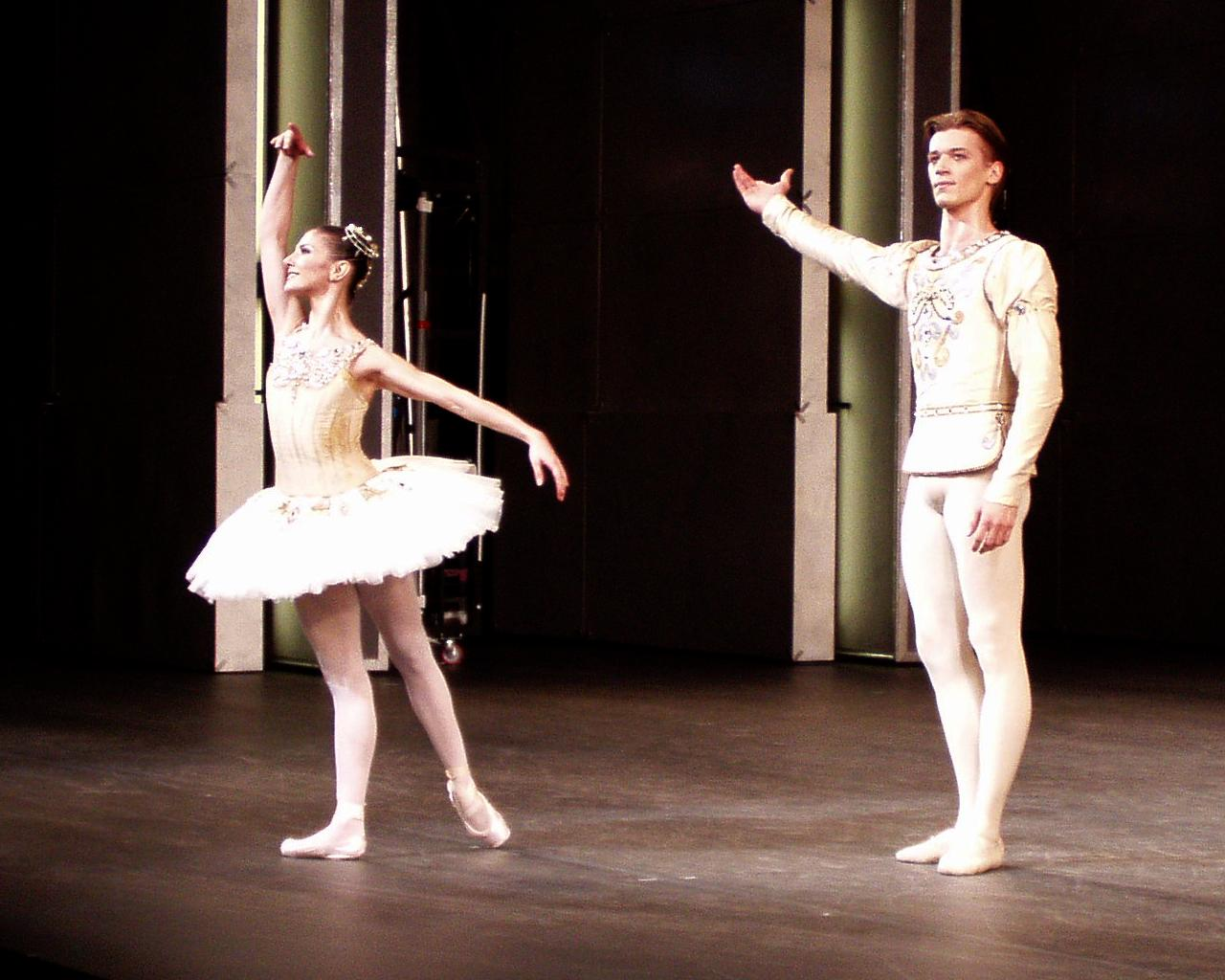
『ジュエルズ』最終幕「ダイヤモンド」の一場面《2007年撮影》。写っているのはルパート・ペネファーザー（右）とアリーナ・コジョカル（左）。

今や名曲の誉れ高い『ピアノ協奏曲第1番変ロ短調作品23』を書き上げてから数ヶ月経過した1875年6月17日に作曲を開始、同年7月2日にはほぼ書き上げており、作曲開始から約2ヶ月経った同年8月13日にはオーケストレーションまで完了させている。当時、チャイコフスキーはモスクワ音楽院に於いて教鞭を執っており、そこで教えていた学生の一人で才能を高く評価していたウラジーミル・シロフスキーと親友関係を築き上げていた。そのためか、1870年代、チャイコフスキーはウクライナのウーソヴォにあったシロフスキーの住まいをしばしば訪れており、当交響曲の作曲を開始した時にもウーソヴォに滞在していた。当交響曲はシロフスキーに献呈されている。
オーケストレーションを終えてから約3ヶ月経過した1875年11月19日、モスクワで開催された第1回ロシア音楽協会演奏会に於いて、ニコライ・ルビンシテインの指揮により初演され、好評を博した。
なお、前記『ピアノ協奏曲第1番作品23』の他、オーケストレーション完了と時期をほぼ同じくしてバレエ音楽『白鳥の湖』の作曲に着手して翌1876年4月に完成させるなど、当楽曲が書き上げられた頃はチャイコフスキーにとって傑作を次々に生み出していた時期にあたっており、そのことを背景にして当楽曲は音楽的に充実したものとなっている。にもかかわらず、演奏される機会はチャイコフスキーの交響曲の中では比較的少ないものとなっている。
チャイコフスキーが遺した完成された番号付交響曲全6曲の中で唯一、長調で曲が始まっているという点だけでなく、2つのスケルツォ楽章を持つ全5楽章構成という点も特筆されている。また、『交響曲第1番”冬の日の幻想”』や『交響曲第2番”小ロシア”』に於いて色濃く見受けられるロシア5人組の影響からの脱却を図っていることも特徴の一つとなっている。なお、前記の通り、当交響曲に『ポーランド』という愛称が付けられているが、これは作曲家自身が付したものでは無く、終楽章（第5楽章）の主題にポーランド特有の舞曲である「ポラッカ（ポロネーズ）」のリズムが用いられていることから、イギリスで付与されたものである。
当交響曲の第2～5楽章については、20世紀アメリカを代表する振付家ジョージ・バランシンが手がけた全3幕のバレエ作品『ジュエルズ』の最終幕「ダイヤモンド」において使用されている。

## 楽器編成
ピッコロ1、フルート2、オーボエ2、クラリネット2（A管およびB♭管）、ファゴット2、ホルン4、F管トランペット2、トロンボーン3、テューバ、ティンパニー、弦楽五部。
演奏時間は約45分。

## 楽章構成
以下の5つの楽章から成る。
1. Moderato assai (Tempo di marcia funebre) - Allegro brillante
2. Allegro moderato e semplice
3. Andante elegiaco
4. Allegro vivo
5. Allegro con fuoco (Tempo di polacca)

後述のように各楽章にはイタリア語で題名が添えられている。

### 第1楽章
Introduzione e Allegro: Moderato assai (Tempo di marcia funebre) - Allegro brillante
序奏とアレグロ：モデラート・アッサイ（葬送行進曲のテンポで）〔ニ短調 4分の4拍子〕 - アレグロ・ブリランテ〔ニ長調 4分の4拍子〕
序奏付きソナタ形式。表記通り、"葬送行進曲" の長めの序奏で開始される。低弦のピッツィカートの響きにつれて高弦が序奏主題を奏でる。これは管楽器に受け渡されて発展し、速度を引き締めてニ長調の主部へ入る。第1主題はシューマンを思わせる明るい楽想で、経過部を経て全合奏で再び提示される。第2主題はロ短調でオーボエにより優美に提示される。木管に引き継がれて発展し、小結尾は再び明るく賑やかなものである。この部分は交響曲第5番の同様の部分を彷彿させる。展開部は両主題を十分に使い、クライマックスを築く。再現部は型どおりのもので、第2主題はホ短調で再現される。小結尾の後、やはり賑やかなコーダに入り、たたみ掛けるように楽章は閉じられる。

### 第2楽章
Alla tedesca: Allegro moderato e semplice
アッラ・テデスカ：アレグロ・モデラート・エ・センプリーチェ〔変ロ長調／ト短調 4分の3拍子〕
複合3部形式。Alla tedesca とは「ドイツ風」の意味で、ワルツまたはその原型のレントラーの様式を指す。主部だけで3部形式の構造を取り、主要主題はレントラーによるものである。副主題はワルツ風であるが、この部分は1891年に『ハムレット』の付随音楽（作品67b）の第2幕への間奏曲として転用された。中間部は小刻みな楽想が主となる。コーダは主部の副主題で始まり、断片的に主要主題が奏されて曲は閉じられる。

### 第3楽章
Andante elegiaco
アンダンテ・エレジアーコ〔ヘ長調／ニ短調 4分の3拍子〕
自由なソナタ形式。牧歌的な第1主題がニ短調なのに対し、第2主題は変ロ長調で幅広くうたわれる。展開部がほとんどなく、経過的に通過してすぐに再現部となる。再現部は両主題が再現されるが、第1主題は非常に短いのに対し、第2主題はよりドラマチックになっている。コーダは第1主題の動機が断片的に現れて始まる。

### 第4楽章
Scherzo: Allegro vivo
スケルツォ：アレグロ・ヴィーヴォ〔ロ短調 4分の2拍子〕
3部形式。通常のスケルツォと違い4分の2拍子である。主要主題は軽やかで舞うような楽想で、その終わりにトロンボーンによる平易で長いソロがある。中間部（トリオ）は同じテンポの行進曲調で、1872年にピョートル大帝生誕200年を記念してモスクワで開催された全ロシア工業技術博覧会のために作曲したカンタータ（Кантата «В память 200-летия рождения Петра Великого»）から借用した楽想が用いられる。その後、様々な工夫がきかされた主部が復帰し、コーダではトリオが再び現れる。

### 第5楽章
Finale: Allegro con fuoco (Tempo di polacca) - Presto
フィナーレ：アレグロ・コン・フオーコ（テンポ・ディ・ポラッカ） ― プレスト〔ニ長調 4分の3拍子〕
ロンド形式（A-B-A-C-A-A'（フーガ）-Coda）。この楽章はポーランドの舞曲であるポロネーズのリズムによって特徴づけられる。このことがこの曲の通称の由来となっている。力強い主要主題(A)で開始される。第1副主題(B)はイ長調でコラール風のもので、美しく荘重である。主要主題が復帰した後、寂しげな第2副主題(C)がロ短調で控えめに登場する。再び主要主題が復帰すると、そのまま主要主題によるフーガの部分に入る。この長大なフーガが終わると曲調が緩やかに変わり、感動的で壮大なコーダになだれ込む。第1副主題が全合奏で演奏され、主要主題も取り扱いながら全曲のクライマックスを形成し、テンポがプレストに変わると追い込むように華々しく曲は終結する。